# Adam Block

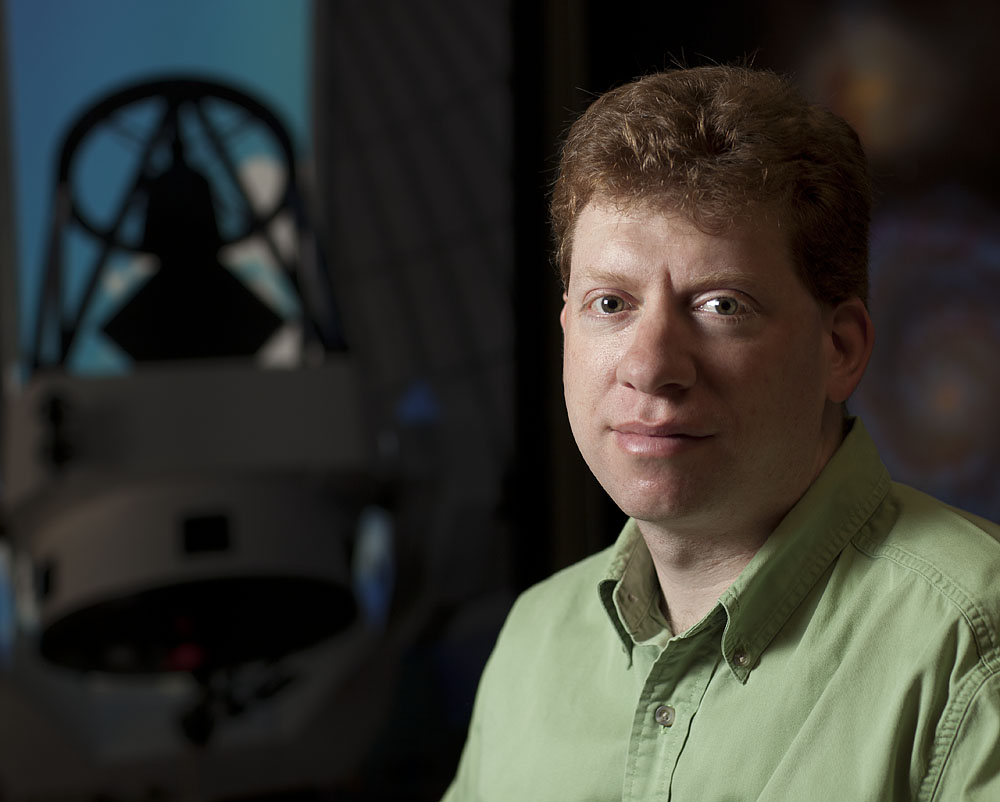
Adam Block

Adam Block (* Januar 1973 in Warwick) ist ein US-amerikanischer Astronom und Asteroidenentdecker.
Adam Block wurde in Rhode Island geboren, seine Familie zog aber nach Stone Mountain, als er fünf Jahre alt war. Er studierte Astronomie und Physik an der University of Arizona und begann seine Karriere am Kitt-Peak-Nationalobservatorium, wechselte später an das Mount-Lemmon-Observatorium. Block ist ein Spezialist für CCD-Fotografie.
Er entdeckte am 5. Januar 2000 den Asteroiden (45298) Williamon.
Am 18. Juni 2008 wurde der Asteroid (172525) Adamblock nach ihm benannt.